# Nazneen Contractor
 (août 2024).
Si vous disposez d'ouvrages ou d'articles de référence ou si vous connaissez des sites web de qualité traitant du thème abordé ici, merci de compléter l'article en donnant les références utiles à sa vérifiabilité et en les liant à la section « Notes et références ».
Nazneen Contractor est une actrice canadienne d'origine indienne, née le 26 août 1982 à Bombay (Inde).

## Biographie

### Jeunesse
Élevée au Nigeria jusqu'à l'âge de sept ans, elle est versée dans les voyages internationaux et la diversité des cultures depuis son très jeune âge. Elle intègre une école comme pensionnaire à Londres de sept à neuf ans. Puis, sa famille se déplace à Toronto, où elle passe la majorité de son enfance et son âge adulte.
Elle étudie à l'Etobicoke School of the Arts, un lycée d'arts public spécialisé, où elle apprend la danse et le théâtre. Après ses études au lycée, elle obtient une bourse complète à l'Université de Toronto, où elle poursuit ses études dans le théâtre, et en psychologie et sociologie.

### Carrière
Elle se forme au Conservatoire de Birmingham pour la formation classique. Elle est la première femme de descendance indienne à jouer un rôle principal dans une pièce de Shakespeare sur la scène principale du festival de Stratford en 51 ans de l'histoire du festival. Son premier travail professionnel de théâtre est le premier rôle féminin dans Pericles au festival deStratford.
Elle est adepte de la religion parsie, confession dérivée du zoroastrisme.

### Vie privée
Elle est mariée avec l'acteur canadien Carlo Rota depuis le 1er avril 2010.

## Filmographie

### Cinéma
- 2013 : Star Trek Into Darkness de J. J. Abrams : Rima Harewod
- 2017 : L'Affaire Roman J. (Roman J. Israel, Esq.) de Dan Gilroy : Melina Massour
- 2021 : Spirale : L'Héritage de Saw (Spiral: From the Book of the Saw) de Darren Lynn Bousman : Chada
- 2021 : Trigger Point : Janice Carmichael

### Télévision

#### Séries télévisées
- 2000 : Starhunter (en) (saison 1, épisode 4) : Ire
- 2001 : Sydney Fox, l'aventurière (saison 3, épisode 6) : Princess Alia
- 2002-2003 : Street Time (saison 1, épisodes 9, 10, 11 & 18) : L'amie de Goldstein / Jasmine
- 2008 : The Border (saisons 1 à 3) : Layla Hourani
- 2010 : Leçons sur le mariage (4 épisodes) : Suneetha
- 2010 : 24 Heures chrono (saison 8) : Kayla Hassan
- 2010 : Lone Star (saison 1, épisode 1) : Sarah
- 2011 : The Paul Reiser Show (saison 1, épisodes 1, 4 & 7) : Kuma D'Bu
- 2012 : Jane by Design (saison 1)
- 2012 : XIII: la série (saison 2, épisode 13) : Elsy
- 2012 : Last Resort (saison 1, épisode 9) : Reena Kapur
- 2013-2014 : Revenge (saison 3, épisodes 9 & 12) : Jessica Roche
- 2014 : Bones (saison 9, épisode 16) : Sari Nazeri
- 2014 : Person of Interest (saison 3, épisode 18) : Maria Martinez
- 2014 : Covert Affairs (12 épisodes) : Sydney
- 2015 : Scorpion (saison 1, épisode 14) : Sima
- 2015 : Castle (saison 7, épisode 12) : Layla Nasif
- 2015 : Stalker (saison 1, épisode 13) : Adele Marshall
- 2015-2016 : Heroes Reborn (9 épisodes) : Farah Nazan
- 2016 : The Carmichael Show (saison 2, épisode 6) : Fahmida
- 2016 : Chicago P.D. (saison 3, épisode 21) : Dawn Harper
- 2017 : Major Crimes : Nancy Ryan
- 2017-2019 : Ransom : Zara Hallam
- 2018 : Hawaii 5-0 (saison 9, épisode 6) : Emma Warren
- 2019 : New York, unité spéciale (saison 20, épisode 23) : Nahla Nasar
- 2020 : The Expanse (saison 5, épisode 2) : Ashanti
- 2022 : Children Ruin Everything : Dawn

#### Téléfilms
- 2002 : The Matthew Shepard Story de Roger Spottiswoode : Shima
- 2006 : The Papdits de Niall Downing : Sita Papdit
- 2008 : Othello the Tragedy of the Moor de Zaib Shaikh : Bianca
- 2010 : Love Letters de Tim Southam : Melissa
- 2012 : Pegasus Vs. Chimera de John Bradshaw : Princess Philony
- 2015 : The 46 Percenters d'Andy Ackerman : Kiri
- 2017 : Prise au piège dans ma maison (Tiny House of Terror) de Paul Shapiro : Jackie
- 2020 : Une bague pour Noël (The Christmas Ring) de Troy Scott : Kendra Adams
- 2021 : Milliardaire ou Presque (A Winter Getaway) de Steven R. Monroe : Courtney Evans